# جامعة كارنيغي ميلون (قطر)
جامعة كارنيغي ميلون قطر فرع من جامعة كارنيغي ميلون الأمريكية المختصة في علوم الكمبيوتر والتكنولوجيا تم افتتاح فرع كارنيغي ميلون قطر سنة 2005 ميلادية في المدينة التعليمية في الدوحة وذلك بدعوة من مؤسسة قطر للتربية والعلوم.

## أهداف الجامعة
تقدم الجامعة إمكانية دراسة علوم الحاسوب، إدارة الأعمال، أنظمة المعلومات، العلوم البيولوجية وعلم الأحياء الحاسوبي للطلاب من جميع الدول والجنسيات.

## وصلات خارجية
- موقع الجامعة (قطر)
- موقع الجامعة (الولايات المتحدة)